# Craspediopsis bipunctata
Craspediopsis bipunctata är en fjärilsart som beskrevs av W. Warren 1896. Craspediopsis bipunctata ingår i släktet Craspediopsis och familjen mätare. Inga underarter finns listade i Catalogue of Life.